# 哈爾蓋·恩格布羅滕

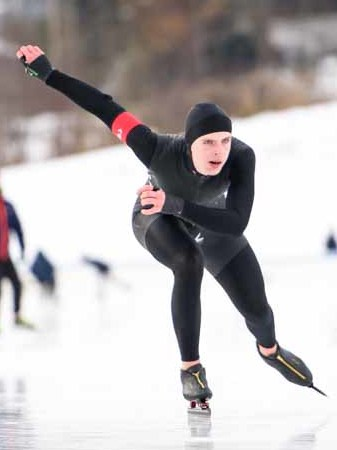
哈尔盖·恩格布罗滕，2017年

哈爾蓋·恩格布羅滕（挪威語：Hallgeir Engebråten，1999年12月17日—），挪威速度滑冰運動員，他代表挪威隊參加了中國舉行的2022年冬季奧林匹克運動會，在男子5000米比賽上獲得銅牌，並且在男子團體追逐比賽上獲得金牌。